# Storm Large

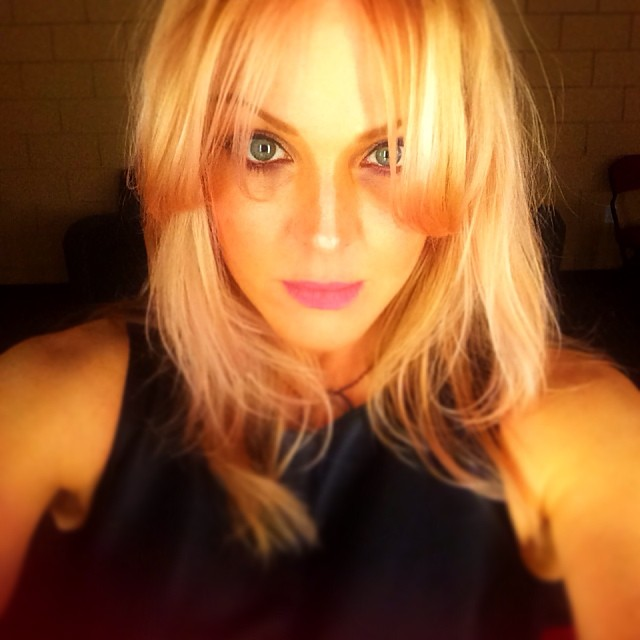
Storm Large (2014)

Susan Storm Large (* 25. Juni 1969 in Southborough, Massachusetts) ist eine US-amerikanische Singer-Songwriterin und Schauspielerin, die als eine der beiden Leadsängerinnen – neben China Forbes – der Gruppe Pink Martini bekannt wurde.

## Leben und Karriere
Storm Large studierte an der American Academy of Dramatic Arts in New York City und zog später nach Portland, Oregon.
Large machte als Sängerin, Liedtexterin und Schauspielerin Karriere (Theater, Musical, Fernsehen) und arbeitete unter anderem mit Dave Navarro zusammen. Sie tourte solo und mit verschiedenen Bands, bevor sie 2011 als Sängerin der Gruppe Pink Martini beitrat. Während einer Tournee trat die Gruppe 2013 unter anderem in Deutschland auf, wo Large vom Publikum begeistert aufgenommen wurde. Im selben Jahr trat sie als Sopranistin mit dem Detroit Symphony Orchestra auf und sang aus dem Ballett Die sieben Todsünden von Bertolt Brecht und Kurt Weill.

## Diskografie (Auswahl)

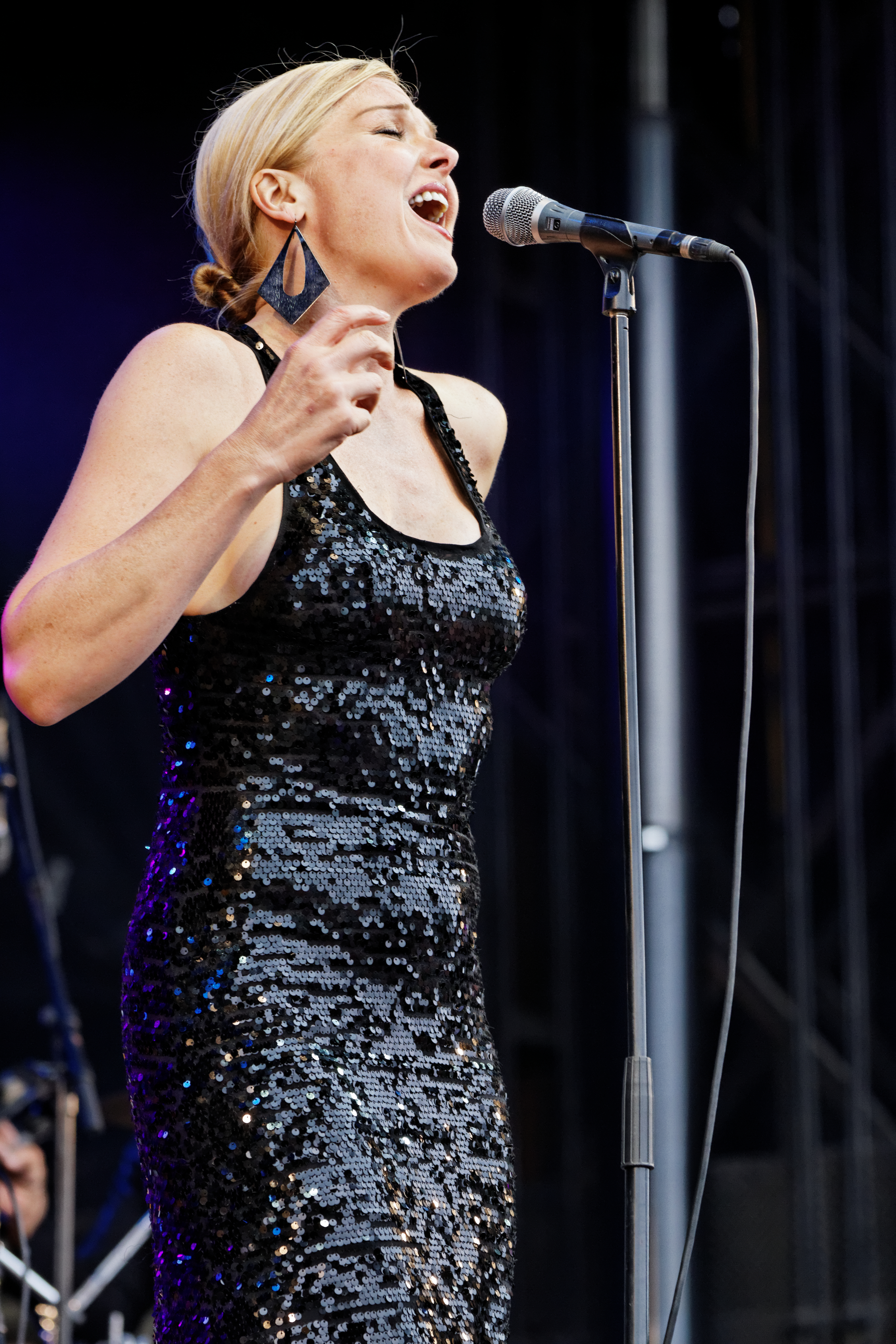
Large bei einem Auftritt mit Pink Martini in Crozon (2014)

Studioalben
| Album                     | Veröffentlichung | Alias / Band              |
| ------------------------- | ---------------- | ------------------------- |
| Big Daddy Large           | 1995             | FlowerSF                  |
| Storm and Her Dirty Mouth | 1998             | Storm and Her Dirty Mouth |
| The Calm Years            | 2000             | Storm Inc.                |
| Hanging With The Balls    | 2003             | The Balls                 |
| Vasectomy                 | 2005             | The Balls                 |
| Ladylike Side One         | 5. Juni 2007     | Storm Large               |
| Crazy Enough              | 2009             | Storm Large               |
| Le Bonheur                | 2014             | Storm Large               |

Singles
| Single   | Note                   | Veröffentlichung |
| -------- | ---------------------- | ---------------- |
| Ladylike | Storm and The Balls    | 2006             |
| Ladylike | Featuring Dave Navarro | 2006             |